# Zita Ornella Biami
Zita Ornella Biami, née le 30 août 1999, est une judokate camerounaise.

## Carrière
Zita Ornella Biami est médaillée de bronze dans la catégorie des moins de 70 kg à l'Open de Yaoundé en 2020.
Elle remporte la médaille de bronze dans la catégorie des moins de 70 kg aux Championnats d'Afrique de judo 2022 à Oran ainsi qu'aux Jeux de la Francophonie de 2023 à Kinshasa.
Elle est médaillée d'argent dans la catégorie des moins de 70 kg aux Jeux africains de 2023 à Accra.
En mars 2024, elle remporte la médaille de bronze par équipe mixte aux Jeux africains.
Elle est médaillée d'argent dans la catégorie des moins de 70 kg aux Championnats d'Afrique de judo 2025 à Abidjan, s'inclinant en finale face à la Malgache Aina Laura Rasoanaivo Razafy.